# Hydnophytum hellwigii
Hydnophytum hellwigii är en måreväxtart som beskrevs av Otto Warburg. Hydnophytum hellwigii ingår i släktet Hydnophytum och familjen måreväxter. Inga underarter finns listade i Catalogue of Life.